# TV ES

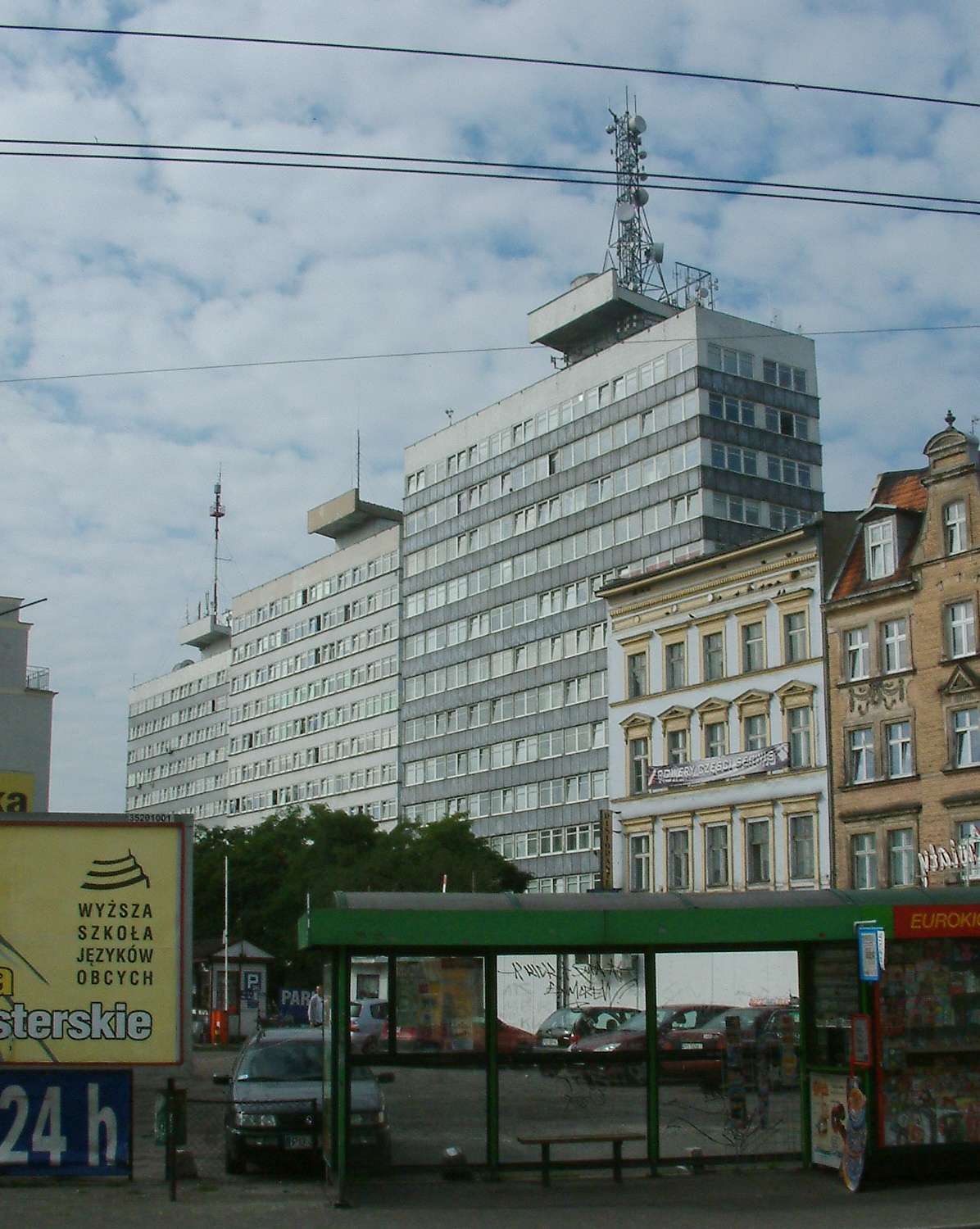
Siedziba TV ES mieściła się w pierwszym od lewej Punktowcu Piekary (zdjęcie z 2007 roku)

TV ES – pierwsza prywatna telewizja w Wielkopolsce. TV ES rozpoczęła nadawanie przed północą 6 czerwca 1992 roku.
W marcu 1993 roku, jako jedna z 12 lokalnych stacji telewizyjnych, rozpoczęła nadawanie kilkugodzinnego wspólnego bloku programowego pod nazwą Polonia 1. 
TV ES nie otrzymała koncesji podczas pierwszego procesu koncesyjnego. Na mocy decyzji KRRiT 29 sierpnia 1994 poznańska stacja została zamknięta przez policję. Zwolnioną przez nią częstotliwość przekazano kodowanemu Canal+, który zaledwie po kilku latach samowolnie zaprzestał naziemnego nadawania swojego programu.
Siedziba TV ES znajdowała się w centrum Poznania przy ul. Piekary 14/15 na V piętrze.
Redaktorem naczelnym stacji była Krystyna Laskowicz.

## Programy
- Serwis Informacyjny TV ES
- Wczoraj w Poznaniu - Przegląd Wydarzeń Minionego Dnia
- Sonda TV ES
- Studio Piekary - Program Na Żywo
- Crime Story Na Ulicach Poznania - Magazyn Policyjny
- Pyra Music - Magazyn Muzyczny
- Medlej - Magazyn Muzyczny
- Od Ręki - Magazyn Plastyczny
- Video Top 20 - Lista Przebojów
- Giełda - Magazyn Notowań
- Telemarket - Tele-Konkurs
- Ogłoszenia Drobne
- Telegazeta
- The Mix - Blok Teledysków
- Eurosport - Magazyn Sportowy
- Teledyski Super Channel - Pasmo Wideoklipów[2]